# Peter Fredriksson (ämbetsman)
Peter Lars Göran Fredriksson, född 15 februari 1962 i Matteus församling i Norrköping, är en svensk lärare och ämbetsman. Han var mellan 2017 och 2024 generaldirektör för Skolverket.
Fredriksson är ämneslärare i svenska och historia. Han tjänstgjorde som lärare i Göteborg och Södertälje 1988–1998 samt som biträdande rektor och rektor i Lidingö och Stockholm 1998–2007. Han var skolchef i Sollentuna kommun 2009–2011 och utbildningsdirektör i Södertälje kommun 2011–2017. Den 18 maj 2017 utnämndes Fredriksson av regeringen till generaldirektör för Skolverket och tillträdde den 1 augusti samma år. I april 2023 aviserade regeringen att Fredriksson kommer att bytas ut på posten när hans förordnande går ut vid årsskiftet 2023/2024.
Den 15 januari 2024 meddelades att Joakim Malmström utsetts till Peter Fredrikssons efterträdare. Malmström tillträdde den 15 mars 2024.